# 라이언 리 (바둑 기사)
라이언 리(Ryan Li, 1994년 3월 10일 ~ ) 또는 리리옌(李立言)은 중국계 캐나다인 바둑 기사이다. 미국바둑협회의 프로 바둑 기사이다.

## 경력
1994년 중화인민공화국 베이징에서 태어났다. 2015년 프로 바둑에 입단했다. 2017년 제3회 몽백합배 세계 바둑 오픈전 본선에 진출하여 청훙하오와 천야오예를 물리치고 16강에 올랐지만 리쉬안하오에게 패해 탈락했다. 2020년 제9회 응씨배 세계 바둑 선수권 대회 본선 32강에서 자오천위에게 져서 탈락했다. 캐나다 토론토 대학교을 졸업한 후, 현재 예일 대학교에서 대기 물리학 박사 과정을 밟고 있다. 부인 인밍밍도 미국 프로 바둑 기사이다. 2021년 현재 프로 3단이다.